# Duns Scoto
Giovanni Duns Scoto, conosciuto anche con l'epiteto di Doctor Subtilis (Duns, 1265/1266 – Colonia, 8 novembre 1308), è stato un filosofo e teologo scozzese.
Appartenente all'Ordine francescano, è stato beatificato da papa Giovanni Paolo II il 20 marzo 1993.

## Biografia
Duns Scoto nasce tra il 23 dicembre 1265 e il 17 marzo 1266 nella cittadina scozzese di Duns, nella contea di Roxburg, a 37 chilometri da Maxton. Frequenta le prime scuole presso i frati minori di Haddington. Lo zio paterno, Elia Duns, vicario generale dei francescani, lo educa alla vita religiosa presso il convento di Dumfries. A 15 anni viene ammesso al noviziato. Nel 1291 è ordinato sacerdote dal vescovo di Lincoln, Oliver Sutton.
Fra il 1283 e il 1290 soggiorna in Francia. All'Università di Parigi segue le lezioni di maestri prestigiosi quali il giurista Egidio Romano e il teologo Enrico di Gand. Approfonditi gli studi di filosofia, ritorna in patria e si prepara alla carriera universitaria. A Oxford, nella qualità di baccelliere, commenta le Sentenze di Pietro Lombardo; svolge l'attività di docente anche a Cambridge. Nel 1301 è di nuovo a Parigi; due anni dopo deve interrompere l'insegnamento per disposizione della corona.
Agli inizi del Trecento, il tema delle origini e della natura del potere alimenta un serrato confronto fra i curialisti e i regalisti: gli uni difendono la teocrazia, gli altri l'avversano. Nella polemica tra i due indirizzi si riflette l'aspra contesa che oppone papa Bonifacio VIII e Filippo IV di Francia. Scoto è coinvolto nella vicenda. Un decreto reale ingiunge a lui e altri 80 francescani che appoggiavano le richieste di Roma di lasciare Parigi. Alla fine del 1304, dopo la riappacificazione tra il nuovo papa Benedetto XI e re Filippo, per l'intervento di Consalvo Ispano, ministro generale dell'Ordine francescano, torna nella capitale francese, dove col titolo di maestro insegna teologia all'università.
Anche il secondo soggiorno parigino ha durata breve: al re non è gradita la presenza di un intellettuale che non si fa paladino della sua causa. Scoto si trasferisce a Colonia, ove è nominato "lettore" presso lo Studio francescano. Muore l'8 novembre 1308, dopo un solo anno di insegnamento.

## Dottrina

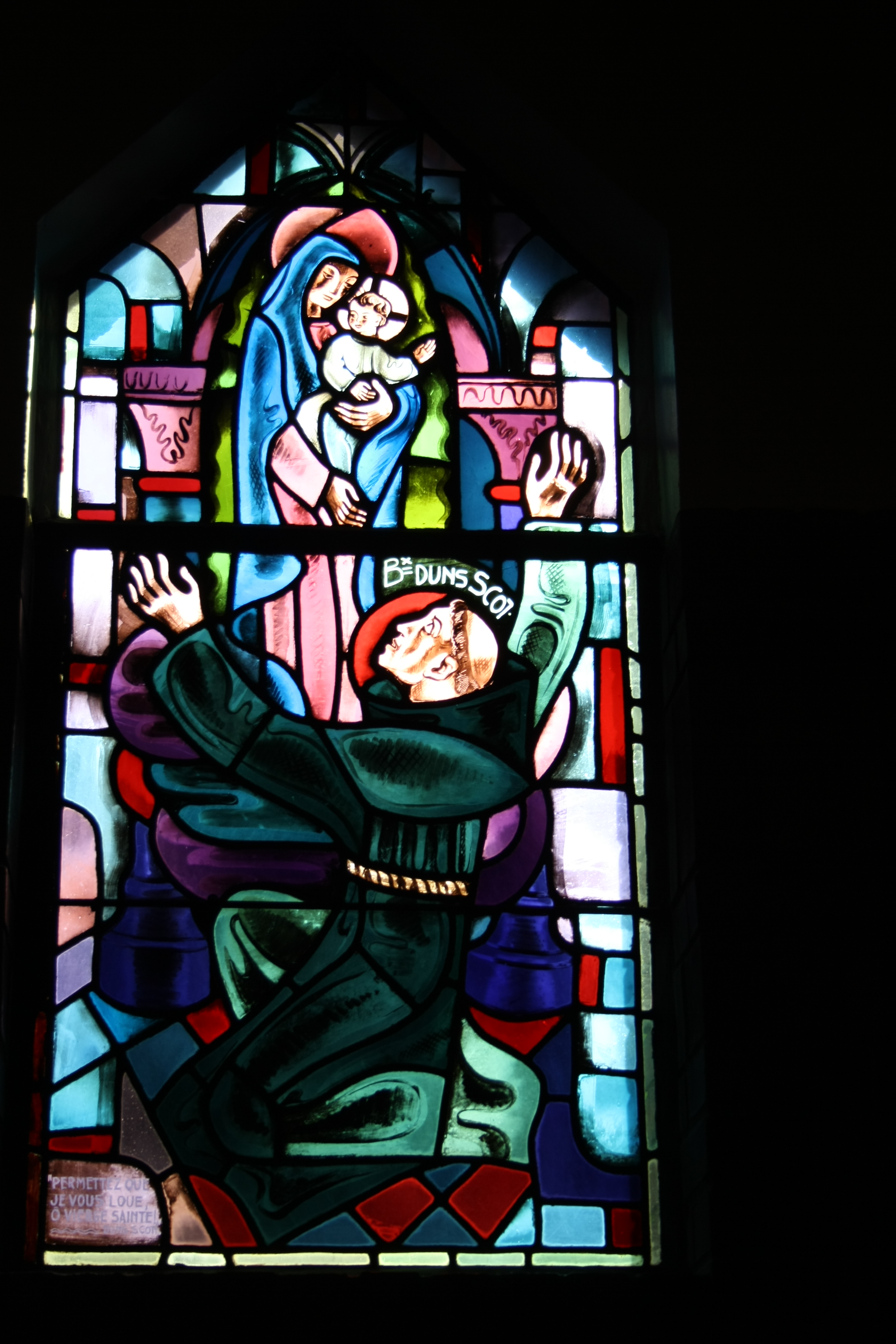
Duns Scoto raffigurato su una vetrata della Cappella dei Francescani a Parigi

Duns Scoto è conosciuto come il filosofo dell'haecceitas, termine derivato dal latino haec (che sottintende res, cioè letteralmente «questa cosa»), ossia della «questità», dell'essere individuato, grazie al quale un determinato oggetto o ente risulta essere «questo qui e non altro», in un preciso spazio e momento: hic et nunc, cioè qui e ora.
In tutti gli uomini, ad esempio, è visibile la comune umanità, ma cos'è che fa di quest'uomo Socrate la sua singolare costituzione unica, la sua haecceitas? Se l'umanità è la sostanza comune e identica in tutti gli uomini, in che modo poi ogni singolo uomo acquista la sua singolarità inconfondibile rispetto a tutti gli altri?
Il persiano Avicenna aveva ricondotto quest'individuazione alla presenza della materia, che nell'aristotelismo tomistico diventa materia signata, nel senso di una materia configurata in modo particolare. Per l'agostinismo platonico invece è la forma, e non la materia, a individuare i singoli esseri, mentre per Bonaventura di Bagnoregio è la comunione tra materia e forma.
Duns Scoto ritiene invece che l'individuazione non dipenda né dalla materia, che di per sé è indistinta, quindi incapace di produrre distinzione e diversità, né dalla forma, che come sostanza è prima di ogni individualità, ma che questa si realizzi tramite l'insieme di materia e forma come approdo finale, come attualità piena e compiuta dell'individuo singolare, unico e irripetibile perché diverso da tutti gli altri della stessa specie.
(Giovanni Duns Scoto)

### Il limite della filosofia
L'haecceitas diventa in definitiva un limite che la ragione umana non può esplorare: la filosofia arriva a determinare l'individuazione come principio, ma non può indagare razionalmente perché il singolo individuo sia così e non diversamente. Parlando delle idee platoniche, ad esempio, il filosofo nota come fra due copie di uno stesso oggetto, quali possono essere due libri uguali, la filosofia non può dire nulla, se non che si trovano in due spazi e/o tempi diversi.

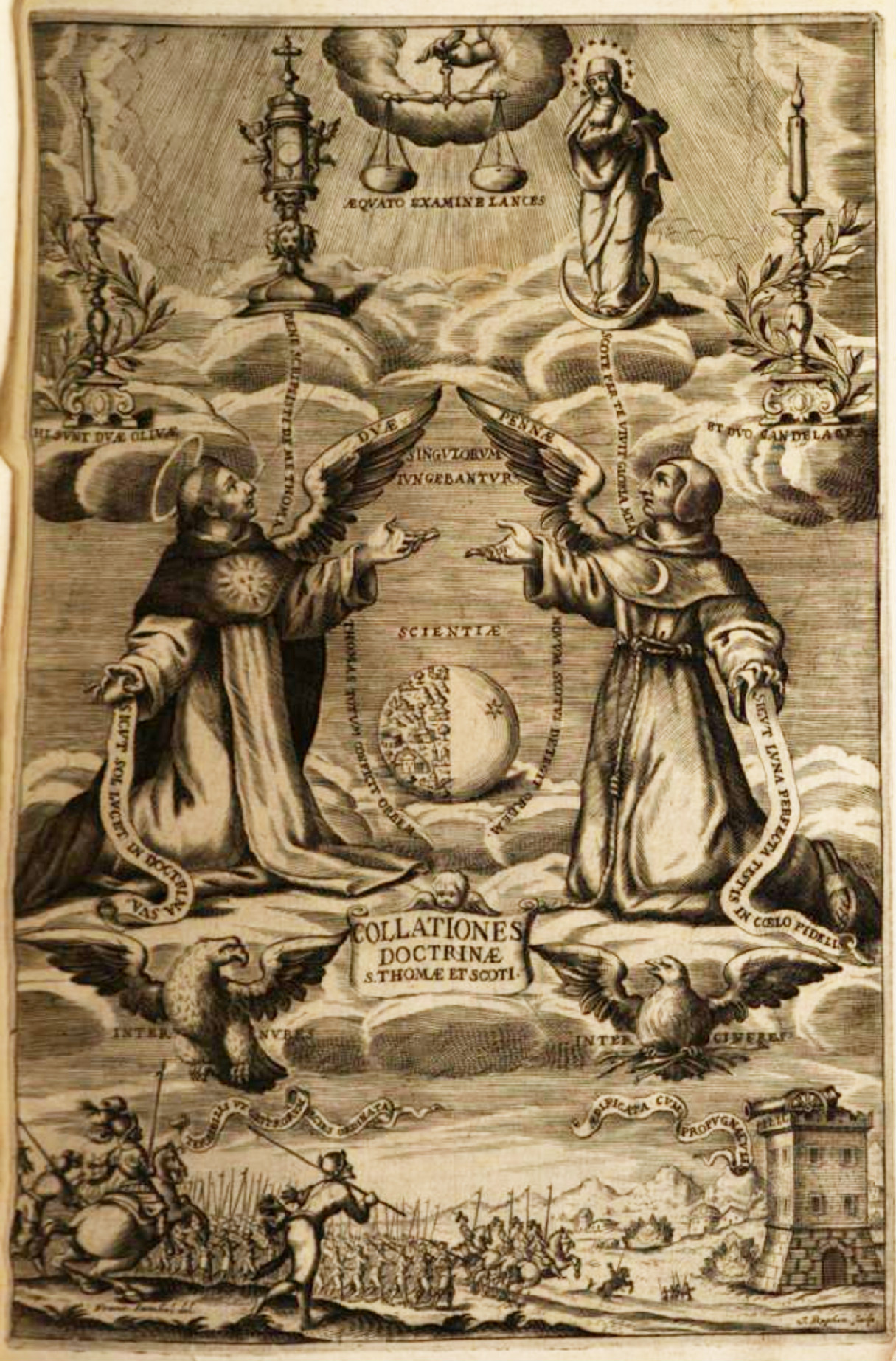
Duns Scoto e Tommaso d'Aquino in una calcografia del 1671, Collationes doctrinae S. Thomae et Scoti, cum differentiis inter utrumque, disposti in pose complementari come il Sole (Tommaso) e la Luna (Scoto)

Emerge dunque la differenza rispetto alla quidditas di Tommaso d'Aquino, per il quale tra l'essenza potenziale di un ente e la sua esistenza effettiva vi era un'analogia, quindi un rapporto per lo meno di similitudine. Per Scoto, invece, non si può parlare dell'essere ricorrendo a delle analogie, perché l'essere in quanto tale è univoco e indeterminato. È possibile determinare gli altri concetti a partire da quello dell'essere, ma quest'ultimo non è riconducibile a nient'altro. La filosofia pertanto può parlare di più enti solo per ciò che hanno in comune, come Talete faceva con l'Archè, o Parmenide che definiva l'essere nel modo più generico possibile, o Platone con i cinque generi sommi.
Scoto respinge il nominalismo, pronunciandosi in favore di un realismo platonico, detto estremo, ma quella natura comune è per lui indifferente sia all'universalità sia alla singolarità. Dell'albero delle idee restano inesplorabili i due estremi: Dio da un lato, definibile solo negativamente, e l'Io-persona dall'altro, simili e opposti: si tratta di un limite strutturale e ontologico non solo del sapere filosofico, ma anche scientifico. Che vi sia un'intimità, un nucleo in ognuno inattingibile razionalmente, verrà affermato anche da Tommaso Campanella parlando del sensus sui, cioè il sentire che esisto.
Già Platone aveva escluso la possibilità di capire il perché dell'essere: non si può assegnare una causalità all'essere, ma Scoto abbassa il limite della conoscenza ai singoli enti: non solo non possiamo dire perché c'è l'essere, ma nemmeno perché il nostro essere individuale sia fatto così e non altrimenti, perché viviamo proprio in quest'epoca, e in questo luogo, ossia: il principio d'identità e l'hic et nunc secondo la definizione aristotelica.
Ritornando in un certo senso a Parmenide, Scoto affermava la necessità dell'essere, che «è» e non può non essere, ma l'impossibilità di necessitarne il contenuto, cioè di dire «cosa» deve essere. Allo stesso modo gli enti sono forme necessarie, ma del loro contenuto, il loro essere così e non altrimenti, non si può trovare una necessità razionale. Se la logica vuole essere coerente, deve rinunciare a parlare dell'incondizionato, altrimenti cade in contraddizione.
Non è possibile infatti parlare di un soggetto in maniera oggettiva, perché un pensiero con tale pretesa lo renderebbe un oggetto, facendo coincidere due principi logicamente contrari. Un sapere che penetrasse il soggetto perderebbe la propria universalità e necessità, divenendo vero per alcuni ma non per tutti: scadrebbe così dal mondo della verità in quello dell'opinione.
Su queste basi Scoto giunse ad affermare che l'uomo, riguardo a Dio, può conoscerne solo la voluntas ordinata, oltre la quale la libertà divina agirebbe del tutto arbitrariamente. Il limite di non poter far dipendere la propria validità da una dimostrazione superiore, né da un ente particolare, è però anche il punto di forza di un sapere non relativo ad altro da sé, e quindi per ciò stesso, seppur limitatamente a un ambito ristretto, universale e necessario.

### Rapporto tra filosofia e teologia
Duns Scoto parte così da una separazione tra gli ambiti di pertinenza della filosofia e quelli della teologia. Non vi è compenetrazione tra le due discipline, come per esempio avveniva in Tommaso d'Aquino, o superiorità della teologia come in San Bonaventura.
Afferma che la ragione non può dimostrare tutte le proposizioni della fede, poiché ce ne sono alcune indimostrabili, tra cui quella che Dio è onnipotente, assolutamente libero, e indipendente dal tempo, ottenute solo tramite rivelazione. Per il resto è possibile dimostrare non solo che Dio esiste, ma che è anche infinito, unico, semplice, perfetto, e prima causa di effetti sequenzialmente ordinati. Riguardo al problema scolastico dell'esistenza di Dio, Scoto ne dà una dimostrazione tra le più articolate, basata sui seguenti passi:
- l'esistenza di un Primo agente a monte di una catena di effetti;
- l'esistenza di un Fine ultimo per ogni azione;
- l'esistenza di un Ente massimamente perfetto;
- che soltanto una tipologia di Ente può avere le tre proprietà precedenti;
- che un tale Ente è necessariamente infinito.[14]

La complessità del reale, divenendo oggetto di studio sistematico, dà luogo inevitabilmente a tutta una serie di scienze diversificate. Già Aristotele, dopo aver distinto tra scienza speculativa e scienza pratica, aveva proceduto a un'ulteriore distinzione in seno alle scienze speculative. In questo senso, aveva parlato di fisica o filosofia della natura, di matematica o scienza del numero, e di filosofia prima, chiamata più tardi metafisica. L'oggetto di quest'ultima, considerata da Aristotele come la scienza suprema, è secondo lo Stagirita, ora l'insieme di principi e delle cause, ora l'essere in quanto essere e le sue proprietà essenziali, ora l'essere separato, immobile ed eterno, nell'ipotesi che esista.
Poiché si può intravedere in quest'ultimo essere lo stesso Dio, i diversi commentatori d'Aristotele, di formazione arabo-islamica o cristiana, si domandavano se il compito di dimostrare l'esistenza di Dio spettasse alla metafisica, scienza esclusivamente razionale, o alla teologia, scienza elaborata a partire dalla rivelazione. Scoto si pone lo stesso quesito. Per risolverlo egli esamina quanto avevano detto in merito i due maggiori esponenti del pensiero arabo: Avicenna e Averroè.
Avicenna, egli constata, mescola insieme filosofia e teologia e fa della teologia un semplice capitolo della metafisica sostenendo che la ragione, da sola, può condurre l'uomo alla felicità. Perciò, secondo Avicenna, la rivelazione è praticamente inutile, giacché anche il compito di dimostrare l'esistenza di Dio rientra nella sfera della metafisica. Valutando questa posizione, Scoto dichiara che Avicenna sbaglia quando ritiene inutile la Rivelazione, perché senza di essa gli uomini non sarebbero riusciti a conoscere il loro destino concreto, e sbaglia anche quando fa della teologia un semplice capitolo della metafisica, giacché la teologia si fonda sulla rivelazione, mentre la metafisica si basa esclusivamente sulla ragione. Egli ha ragione, invece, quando sostiene che l'esistenza di Dio sia oggetto della metafisica perché, in effetti, spetta proprio a questa dimostrare l'esistenza dell'essere infinito.
A differenza di Avicenna, Averroè, considerato nel Medioevo come il commentatore di Aristotele per eccellenza, sostiene che filosofia e teologia sono due scienze distinte, ma nega alla teologia la dignità di scienza vera e propria perché, a suo giudizio, la teologia non si serve del metodo scientifico e procede non mediante il sillogismo apodittico che genera la certezza, bensì mediante il sillogismo dialettico, capace di produrre soltanto la probabilità.
Quanto all'esistenza di Dio, Averroè pensa che essa sia oggetto della fisica e non della metafisica, giacché è nel contesto della fisica che Aristotele dimostra l'esistenza del Primo Movente immobile. È vero che Aristotele prova l'esistenza del Primo Movente nella fisica, osserva Scoto, ma è vero anche che Dio non è primo movente, ma primo principio degli esseri e Essere infinito. Perciò, valutando la posizione di Averroè, egli riconosce la legittimità della distinzione tra filosofia e teologia, ma respinge il modo averroista di concepire la teologia e contesta l'affermazione che l'esistenza di Dio sia oggetto della fisica o filosofia della natura. La teologia, egli afferma, è una scienza superiore alla filosofia sia perché poggia sulla rivelazione, che è infallibile, sia perché abbraccia un campo più vasto raggiungendo anche l'ordine soprannaturale, e perché non è scienza speculativa, ma scienza pratica.
Spiegando quest'ultimo carattere della teologia, egli rileva, anzitutto, che la distinzione tra scienze speculative e scienze pratiche si deve, originariamente, ad Aristotele. Questi, però, pensa Scoto, assegnò alla scienza pratica soltanto una funzione estensiva e non già una funzione direttiva. E ciò, egli spiega, perché lo Stagirita non ebbe né una precisa intuizione della libertà umana né una chiara visione del destino umano da raggiungere responsabilmente mediante l'esercizio della libertà. Chi, invece, come il cristiano, ha viva consapevolezza di tutto questo, si rende conto che la scienza pratica è tale perché è orientata verso la prassi o l'agire della volontà. L'atto della volontà presuppone sempre la conoscenza intellettiva. Ma non tutte le coscienze intellettive sono subordinate alla prassi o all'atto di volontà. Infatti, non sempre si cerca di conoscere per agire. Si cerca di conoscere anche semplicemente per conoscere, per sapere come stanno le cose.
Il fatto che Dio sia oggetto della teologia, non esclude che l'esistenza di Lui spetti precisamente alla metafisica, come pensa Avicenna, e non alla fisica, come vorrebbe Averroè. Non si potrebbe, infatti, accogliere la rivelazione divina se non si fosse certi dell'esistenza di Dio in via, per così dire, preliminare. Ma a Dio, razionalmente, non si giunge fissando l'attenzione sull'essere mobile, oggetto della fisica, bensì sull'essere stesso e sulle sue proprietà, oggetto della metafisica. Quindi, su questo punto, ha ragione Avicenna e torto Averroè.
In sintesi, i rapporti tra filosofia e teologia si possono così riassumere: tutt'e due sono scienze o forme di sapere che generano la certezza in chi le possiede; la teologia è scienza che nasce dalla Rivelazione e ha come oggetto non la dimostrazione dell'esistenza di Dio, ma la natura di Dio uno e trino, l'Incarnazione e tutte le altre verità inscindibilmente legate al fine ultimo dell'uomo; perciò essa è scienza essenzialmente pratica.

### Differenze rispetto al tomismo
Rispetto al tomismo emergono le seguenti differenze:
- Incarnazione: essa avrebbe avuto luogo anche senza il peccato originale di Adamo ed Eva, al fine di rendere l'uomo partecipe della vita e della natura divine;[18]
- la predicabilità dell'essere: per Scoto l'essere è univoco, vale a dire Dio è l'uomo hanno la stessa natura e si predicano allo stesso modo, anticipando l'idea dell'uomo come microcosmo; per Tommaso d'Aquino, invece, esiste una infinita e abissale distanza e differenza ontologica tra la creatura umana e Dio creatore, pur essendo l'uomo stato creato dal nulla a Sua immagine e somiglianza e reso partecipe della natura divina (theosis );[19]
- questità come principio di individuazione:nell'uomo l'anima non sarebbe l'unica forma esistente quale forma del corpo, ma esisterebbe anche la forma della questità. Il principio di individuazione non è dato dalla materia segnata corporea, ma dall'idea di questità che si aggiunge alla forma spirituale dell'anima;[20]
- volontarismo : la volontà a un primato rispetto all'intelletto perché il regno della libertà che schiude all'uomo la capacità di raggiungere la dimensione dell'infinito, laddove san Tommaso poneva l'accento sull'intelletto e intendeva la vita ultraterrena come conoscenza contemplativa di Dio;
- fideismo: la fede detiene un primato sulla ragione, che è incapace di dimostrare verità fondamentali della fede, come la creazione del mondo e l'immortalità dell'anima;
- teoria della conoscenza: la conoscenza parte dal corpo e dalla percezione dei cinque sensi, ma, diversamente dal tomismo, è anche oggetto di un'impressione di Dio nell'anima mediante l'illuminazione : quest'ultima forma di conoscenza assimilabile all'intuizione angelica, e predominante nella vita dopo la morte;
- concezione del Paradiso: secondo il tomismo, nella vita dopo la morte cessano la filosofia e la teologia e l'anima vede Dio così come egli è senza veli; secondo Scoto, anche nello stato della Patria Celeste, l'anima continua ad esercitare la ragione illuminata dalla retta fede e progredisce infinitamente e asintoticamente nella conoscenza di Dio, mentre fede e ragione restano autonomi e distinti eternamente l'uno dall'altra;
- prova dell'esistenza di Dio: Scoto accetta l'argomento ontologico di Anselmo, che Tommaso rigettava, e, delle Cinque Vie, accoglie solo la terza che deduce l'esistenza dell'essere necessario a partire dall'esperienza degli esseri contingenti.

### Fortuna
Il pensiero di Duns Scoto, chiamato anche scotismo, ebbe molto seguito nella scuola francescana, anche in Italia, dove va ricordato il teologo Bartolomeo Mastri, detto Scotistarum princeps, il principe degli scotisti. Nel XVI secolo anche il teologo francescano Guillaume de Vorilong difese lo scotismo e scrisse una biografia di Duns Scoto. In Francia lo scotismo fu portato avanti nei secoli successivi da pensatori come Claude Frassen.
Nell'Ottocento Scoto fu definito il «Kant della filosofia scolastica» per aver posto un limite all'indagine filosofica nell'Io, nell'individuo, così come il criticismo riteneva che il mondo fosse sì indagabile a partire dalle funzioni trascendentali dell'Io, ma che quest'ultime a loro volta non lo fossero. Più recentemente, tuttavia, si è cercato di riesaminare con meno anacronismo la sua dottrina, interpretando la contrapposizione tra il volontarismo di Scoto e l'intellettualismo di Tommaso come due approcci differenti verso le medesime problematiche.
Nella lezione di Ratisbona del 2006, papa Benedetto XVI avrebbe criticato il volontarismo scotista che nega l'intellettualismo di sant'Agostino e dei tomisti, vale a dire il primato dell'intelletto sulla volontà divina, affermando che nel Tardo Medioevo «si sono sviluppate nella teologia tendenze che rompono la sintesi tra spirito greco e spirito cristiano». Queste posizioni aprono «all'immagine di un Dio-Arbitrio, che non è legato neanche alla verità e al bene».

### Mariologia
Papa Giovanni Paolo II nella catechesi del 5 giugno 1996 definisce Scoto «Dottore dell'Immacolata» perché con la sua dottrina ha offerto alla Chiesa la chiave per superare le obiezioni circa l'Immacolata Concezione di Maria. Per questo suo apporto alla dottrina cattolica, già papa Paolo VI lo aveva chiamato il «Dottore Sottile e Mariano». Giovanni Paolo II lo definì il "cantore dell'Immacolata Concezione".
La dottrina sull'Immacolata Concezione non è altro che una conseguenza di tutto il sistema teologico di Scoto. È la prova che conferma tutto quanto egli ha detto su Cristo, centro della creazione e perfettissimo Mediatore nonché Redentore. Scoto affermò che Maria non era stata contaminata dal peccato originale sin dal concepimento. Ella fu l'unica creatura umana a godere di questo privilegio che fu un anticipo della grazia divina in vista del concepimento verginale di Gesù Cristo: se il corpo di Maria fosse stato corrotto dal peccato originale, lo avrebbe trasmesso a Cristo mediante la carne tale corpo e anima umani macchiati dal peccato originale non avrebbero potuto unirsi al Verbo divino (che è immacolato) nell'unione ipostatica. Si distingue quindi una redenzione preservativa di Maria Vergine dalla redenzione ex eventu (o redenzione successiva) che interessa tutte le altre creature umane nelle quali il peccato originale viene cancellato dopo la nascita mediante il battesimo.
La dottrina dell'Immacolata evidenzia la somma bontà di Dio che dona senza merito questo privilegio alla Madre del suo Figlio; il dogma scotista fa risaltare il ruolo centrale e l'onnipotenza del Redentore nella storia della salvezza, l'azione santificante dello Spirito Santo e quindi l'efficacia salvifica dei sacramenti della Chiesa. L'Immacolata di Scoto evidenzia altresì la fiducia che Dio ha riposto nella bontà intrinseca della natura umana: il peccato non è riuscito a distruggere o annientare l'opera uscita dalla sapienza del Dio creatore.
La predestinazione di Cristo e dell'umanità prima di ogni merito o demerito, base per comprendere la dottrina scotista, rivela il volto di Dio Padre che progetta con amore ogni singola persona umana. Un progetto che ha la sua origine prima della creazione del mondo e che rifiuta ogni possibile idea di interruzione della gravidanza. Scoto, in effetti, risolve la problematica tomista della discesa dell'anima nel feto umano, affermando che in ogni concezione vi è immediatamente anche l'animazione. Ogni essere umano è sempre concepito come "persona", senza ritardi di tempo, di materia o di forma.
Al centro di tutto il suo pensiero vi è il Cristo, senso e significato di tutto ciò che esiste, e a fianco del Cristo vi è Maria, la Madre, la collaboratrice affinché si realizzasse il progetto di amore di tutta la Trinità. Cooperatrice dello Spirito Santo nell'evento dell'incarnazione, Maria è la più grande opera di Dio (summum opus Dei) nella storia dell'umanità dopo l'Incarnazione del Verbo. Contro Tommaso d'Aquino che nella Summa Theologiae sosteneva che l'Incarnazione e la morte di croce erano conseguenza del peccato originale, Scoto afferma:
(Joseph Ratzinger, Udienza generale del 7 luglio 2010)
Scoto elenca due motivi principali:
1. "l'ordinazione degli eletti alla grazia e alla gloria è anteriore alla predestinazione dei reprobi";
2. "Se la caduta fosse stata la causa della predestinazione di Cristo, ne seguirebbe che la più grande opera di Dio <<Summum opus Dei>> è stata soltanto occasionale". Invece, la gloria di Cristo supera la massima gloria del genere umano e Dio "non avrebbe trascurato un'opera così grande qualora Adamo non avesse peccato".[32]

Quanto Dio ha operato nella Vergine è garanzia della sua infinita e onnipotente misericordia, del suo amore per le sue creature. Guardando al mistero mariano si scopre come l'agire di Dio rispettoso della libertà umana sia soprattutto un continuo dono gratuito della grazia. Come il peccato sia una realtà secondaria, perché quello che conta primariamente è il rapporto di amore, di perdono, di liberazione dal peccato, dal male e dalla morte. L'Immacolata Concezione è l'icona del Sommo Bene che Dio vuole realizzare per tutte le sue creature.
Il famoso detto «De Maria numquam satis» viene ridimensionato dalla fedeltà che si deve verso la Parola rivelata e la dottrina della Chiesa, attraverso uno studio sincero e sapiente.
Scoto ha aperto una via e ha saputo risolvere con sottigliezza di pensiero molte questioni della mariologia medievale che ancor oggi sono di chiara attualità e in piena sintonia con il magistero della Chiesa cattolica.

## Opere

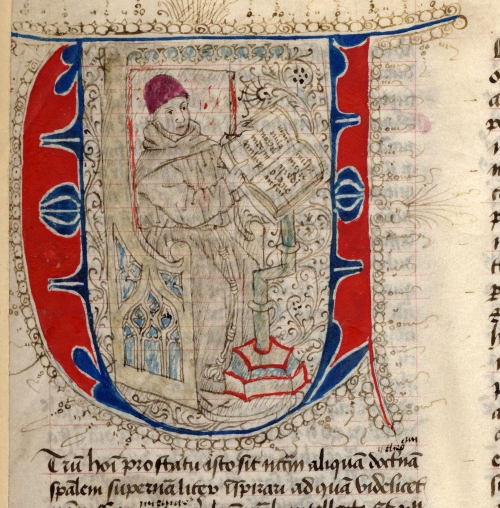
Le Quaestiones di Giovanni Scoto (manoscritto dei secoli XIV-XV): iniziale decorata

La cronologia delle opere è controversa; le date sono solo indicative.
- Prima del 1295:
  - Parva logicalia
    - Quaestiones super Porphyrii Isagogem
    - Quaestiones in librum Praedicamentorum
    - Quaestiones in I et II librum Perihermeneias
    - Octo quaestiones in duos libros Perihermeneias
    - Quaestiones in libros Elenchorum
- Quaestiones super libros De anima (1295-1298?)
- Quaestiones super libros Metaphysicorum Aristotelis (1298-1300? riveduto più tardi)
- Notabilia Scoti super Metaphysicam (una serie di note sui libri II-X e XII della Metafisica di Aristotele, scoperte nel 1996[33])
- Ordinatio. Commento alle Sentenze (Lectura) (lezioni tenute a Oxford sui quattro libri delle Sentenze di Pietro Lombardo)
  - Libri 1 e 2 (1300-1301)
  - Libro 3 (probabilmente scritto a Parigi, 1303-4)
  - Libro 4 (testo non conservato)
- Ordinatio o Opus Oxoniense (testo rivisto da Duns Scoto della Lectura, libri 1 e 2, estate 1300-1302, libri 3 e 4, 1303-4)
- Collationes oxonienses (1303-4 o 1305-8)
- Collationes parisienses (1302-7)
- Reportatio parisiensis (letture tenute a Parigi, 1302-7)
- Quaestiones Quodlibetales (edizione a cura di Felix Alluntis in Obras del Doctor Sutil, Juan Duns Escoto, Madrid, Biblioteca de Autores Cristianos, 1963)
- Tractatus de Primo Principio (1307-8)
- Theoremata (data incerta)

Opere spurie
- Grammatica speculativa, Opera Omnia ed. Vivès, vol. I, pp. 45–76 (composta prima del 1310 da Tommaso di Erfurt come è stato stabilito da Martin Grabmann nel 1922)[35]
- De Rerum Principio, in: Quaestiones disputatae De rerum principio, tractatus De primo rerum omnium principio, novis curis edidit Marianus Fernandez Garcia, Quaracchi, 1910, pp. 1–624 (ora attribuito a Vital du Four, OFM (c. 1260-1327)[36]

## La Commissione scotistica internazionale
La Commissione scotistica internazionale è una équipe di specialisti impegnata nell'edizione critica delle opere del beato Giovanni Duns Scoto. Le opere di Duns Scoto, più volte ristampate nei secoli precedenti, avevano bisogno di una grande revisione, per essere liberate dai molti errori degli amanuensi e dalle interpolazioni fatte dai discepoli. Non era più possibile studiare Scoto in quelle edizioni. Si imponeva un'edizione critica seria, basata sui manoscritti. Era la stessa esigenza che si era avvertita per le opere di Bonaventura da Bagnoregio e di Tommaso d'Aquino. Questo onere fu affidato dal ministro generale dell'Ordine dei frati minori e dal suo Definitorio a un'apposita équipe di studiosi.
Nel 1927 venne istituita nel collegio di S. Bonaventura a Quaracchi, la sezione scotistica. Nel 1938 fu trasferita nel collegio di Sant'Antonio a Roma, prendendo la denominazione Commissione per l'edizione critica delle opere di Giovanni Duns Scoto. Nel 1970 essa fu aggregata alla Pontificia Università Antonianum.
Attualmente la Commissione scotistica ha completato l'edizione del Commento alle sentenze di Pietro Lombardo detto Ordinatio, in 14 volumi più gli indici. Sono state pubblicate le opere filosofiche, in cinque volumi e un'altra redazione del Commento alle sentenze di Pietro Lombardo detta Lectura, in sei volumi. Con grande impegno sono state in essi individuate e indicate le fonti dirette e indirette, di cui si è servito Scoto nella sua stesura; sono date in nota tutte le informazioni e le indicazioni utili.